# Aéronautique navale
L'Aéronautique navale (dal 1998 al 2006 Aviation navale, sigla AVIA), spesso abbreviata con il termine Aéronavale, è la componente aerea della Marine nationale, la marina militare della Francia, quest'ultima parte integrante delle forze armate francesi. È nata dalla fusione tra le forze dell'aviazione imbarcata e le forze aeree di pattugliamento il 19 giugno 1998.

Il 1910 segna la nascita dell'Aéronautique maritime, rinominata in seguito Service de l'Aviation Maritime nel 1912 e successivamente Aéronautique navale.
La Force maritime de l'aéronautique navale oggi è una delle quattro grandi componenti della Marine nationale, insieme alla Force d'action navale (FAN), le navi di superficie, alle Forces sous-marines (FSM), i sottomarini, e alla Force maritime des fusiliers marins et commandos (FORFUSCO), le forze speciali.

L'Aéronavale è posta sotto il comando di un ufficiale generale della marina (ALAVIA) basato a Tolone che è responsabile dell'amministrazione, dell'addestramento e dell'operatività di tutti gli elementi che la compongono.

## Missioni
Nel 2011, le missioni dell'Aéronautique navale sono quattro:
- Missioni di dissuasione: essa fornisce gli elementi aerei della Force aéronavale nucléaire (FANu), capaci di lanciare un'arma nucleare aeroportata. Essa è basata sulla triade: portaerei nucleare Charles de Gaulle, aerei da caccia Rafale M e missili ASMPA.
- Missioni di proiezione di potenza: queste missioni consistono nell'assalto e nel controllo dello spazio aereo e navale, nella difesa aerea, nella lotta antinave e anti sottomarina ma anche nel sostegno alle operazioni aviotrasportate.
- Missioni di protezione e azione dello Stato in mare: si tratta della lotta contro la pirateria e il terrorismo marittimo, contro i traffici illeciti, per la sicurezza e la protezione dei porti, la ricerca e il salvataggio in mare delle persone e dei beni, della lotta contro l'inquinamento marittimo e il controllo della pesca. Infine, il controllo di eventuali embarghi.
- Missioni di prevenzione: queste sono di due tipi. La sorveglianza delle zone marittime di sovranità (le zone economiche esclusive di 200 miglia nautiche) e la ricerca di informazioni (Intelligence).

## Storia

### 1870-1904
Le somiglianze tra la navigazione in mare e in aria hanno portato molti marinai a volare su palloni liberi durante l'assedio di Parigi nel 1870, ma è stato solamente a partire dal 1880 che la Marine nationale si è interessata al contributo degli aerostati per realizzare le sue missioni.

Dopo alcuni test a bordo di batterie galleggianti e di navi da guerra, lo Stato Maggiore comandò dal 1888 allo stabilimento di Chalais-Meudon palloni sferici a idrogeno, il cosiddetto "tipo della Marina", realizzati in seta cinese coperta con una vernice di olio di lino. Un centro di test di palloni frenati per la Marine nationale, il Parc de Lagoubran, è allora stabilito a Tolone nel 1890. Nel 1904, Marine nationale rinuncia ai palloni i cui risultati sono considerati insufficienti e non li userà di nuovo se non durante la prima guerra mondiale.

### 1910-1918
L'Aéronautique navale basata a terra
La traversata della Manica di Bleriot del 25 luglio 1909 segna l'inizio del trasporto aereo operativo e convince la Marine nationale a dotarsi di aeromobili. Nel 1910, un gruppo di sette ufficiali della Marine nationale è designato per prendere lezioni di volo e la Marine nationale ordina il suo primo aeroplano. Lo stesso anno, Henri Fabre, un ex marinaio, sviluppa e mette a punto l'idro-aeroplano Le Canard, l'antenato dell'idrovolante. Nel 1912, un decreto istituisce il Service de l'aviation maritime che comprende il Centro d'aviazione di Fréjus-Saint-Raphaël, 2 aerei e l'incrociatore La Foudre convertita in trasporto d'aviazione. Nel luglio del 1914, alla vigilia della prima guerra mondiale, un nuovo decreto crea il Service Central de l'Aéronautique maritime dalle competenze più estese. All'epoca, questo servizio disponeva di 25 aerei diversi pilotati da 14 piloti e un centinaio di marinai non-volanti, però, nessuna mongolfiera o dirigibile. Durante la guerra, la necessità di effettuare delle multiple operazioni di ricognizione a seguito di bombardamenti così come l'aumento delle lotta antisommergibile imprimono un'accelerazione degli ordini per i velivoli, in particolare di idrovolanti. 36 centri di aviazione marittima sono quindi situati lungo la costa per proteggere i convogli costieri e mercantili. Alla fine del conflitto, l'Aéronautique maritime impiega 650 aerei e il suo parco aerostatico è composto da 200 palloni liberi o frenati del tipo Caquot e 40 dirigibili messi in servizio dal 1916.
L'Aéronautique navale imbarcata
Nel novembre 1910 negli Stati Uniti d'America, il pilota Eugene Burton Ely è decollato da una piattaforma di legno montata sulla parte anteriore della corazzata Birmingham. Si tratta di una prima mondiale che fu replicata effettuando, nel gennaio 1911, il primo appontaggio della storia atterrando sul ponte della corazzata Pennsylvania. In Francia, dopo una campagna di test nel 1910, l'aviazione imbarcata debutta realmente nel 1912 con la trasformazione dell'incrociatore torpediniere La Foudre in trasporto d'aviazione. Un primo idrovolante è stato installato a bordo, il Canard Voisin, messo in acqua e recuperato sul ponte con un albero di carico specifico. È anche a bordo della Foudre, dotata di una piattaforma provvisoria, che il costruttore René Caudron fa un primo decollo a bordo del suo aereo a ruote nel maggio 1914, ma entrata in guerra ferma questi esperimenti. A quel tempo, l'aviazione imbarcata ha solo 14 aerei. La Foudre è presto seguita durante la guerra da 5 altre navi convertite in trasporto d'aviazione. Gli ultimi test di decollo a bordo della corazzata Paris nell'ottobre 1918, prima di essere interrotti dall'armistizio. I test riprenderanno nel 1920.

### 1919-1945
L'Aéronautique navale basata a terra
Dopo la prima guerra mondiale, l'Aéronautique maritime francese a terra si limita all'uso di idrovolanti e dirigibili da osservazione. Questi ultimi, circa una trentina, scompariranno gradualmente fino alla loro estinzione nel 1937. Lo sviluppo di idrovolanti da esplorazione a grande autonomia nel 1920 ha dato luogo a numerosi raid e concorsi civili dove i giovani ufficiali di marina si distinguono e segnano record per la velocità e la distanza. Questi idrovolanti multimotore, che spianeranno la strada per il trasporto aereo commerciale, sono anche declinati come bombardieri pesanti che partecipano alla guerra del Rif in Marocco tra il 1925 e il 1927.

La creazione del ministère de l'Air nel 1928 e dell'Armée de l'air nel 1933 privano temporaneamente la Marine nationale della tutela della sua aeronautica, che essa ricopre nel 1936, con l'eccezione dello studio e della costruzione degli aerei e delle apparecchiature e della formazione iniziale dei piloti che restano assicurate dall'Armée de l'air. All'epoca della dichiarazione di guerra nel 1939, i 370 aerei e idrovolanti della Marine nationale sono vecchi e troppo diversi per preoccupare la forza aerea tedesca. Entro il giugno 1940, le formazioni si ritirarono nelle basi nel sud della Francia e il Nord Africa. Oltremare l'Aéronautique navale rimasta fedele al governo di Vichy si oppose alle forze aeree inglesi e americane a Mers-el-Kébir, a Dakar, in Siria e in Marocco, tanto che i piloti e tecnici mobilitati per France libre sono inclusi nelle forze aeree alleate.
L'Aéronautique navale imbarcata
All'inizio degli anni venti, a differenza di Stati Uniti, Gran Bretagna e Giappone, la Francia non si indirizza rapidamente verso le portaerei e continua a esitare tra l'aereo e l'idrovolante. I test di decollo di aeromobili a ruote da navi dotate di piattaforme non danno risultati soddisfacenti, la trasformazione in portaerei della corazzata Béarn ha portato alla sua messa in servizio nel 1927. Quest'ultima, tuttavia, è usata come nave per test. Nel 1938, è stata decisa la costruzione di due portaerei, ma l'entrata in guerra interrompe il programma.

Per gli idrovolanti, il desiderio della Marine nationale è quello di dotare le sue corazzate e gli incrociatori e di farli decollare da essi. Una prima catapulta è installata su un incrociatore nel 1927 e venti navi ne beneficeranno in dieci anni. Al fine di avere una base mobile di idrovolanti, un trasporto specifico di idrovolanti, la Commandant Teste è stata lanciata nel 1932. Nell'ottobre 1939, all'entrata in guerra, le flottilles della Béarn sono unite alle basi a terra. La portaerei è quindi inviata in Canada nel 1940 per ricevere un comando aereo ma viene deviata al ritorno per rimanere in Martinica fino al 1943. La nave Commandant Teste dopo alcune connessioni nel Mar Mediterraneo fu affondata a Tolone nel 1942.

### 1945-1998
L'Aéronautique navale basata a terra
La guerra d'Indocina (1946-1954) cambia la dimensione dell'Aéronautique navale francese che diventa una forza maggiore. La varietà delle sue missioni, sorveglianza marittima, protezione di convogli, trasporto truppe, bombardamento, continuerà durante la guerra d'Algeria (1956-1962) che generalizza anche l'uso dell'elicottero. All'inizio degli anni sessanta, gli idrovolanti da ricognizione sono abbandonati in favore di aeromobili più versatili come i Neptune e poi i Breguet Atlantic.

Oggi, l'Atlantique II, versione moderna del precedente, trasporta siluri anti-sommergibile e missili anti-nave e dispone una vasta gamma per strumenti per la rilevazione e la segnalazione.

Impiegata in tutti i conflitti esterni in cui la Francia è impegnata, l'Aéronautique navale basata a terra si trova ugualmente al cuore di operazioni di servizio pubblico, compresa la sorveglianza della pesca, l'assistenza e salvataggio in mare. Partecipa infine nella lotta contro il traffico e la pirateria.
L'Aéronautique navale imbarcata
L'avvento di aerei a reazione tra il 1945 e il 1948 precede di poco lo sviluppo di tre tecnologie principali a bordo delle portaerei:
- La catapulta a vapore, in grado di spingere in poche decine di metri, con l'aiuto di un pattino scorrevole in una rotaia, un aereo pesante diverse tonnellate a oltre 200 chilometri all'ora.
- Il miroir d'appontage, dispositivo ottico di sicurezza per le manovre di avvicinamento dei piloti.
- La pista obliqua, l'aggiunta di un ponte disallineato a babordo, evita agli aerei che atterrano il rischio di incappare negli aeromobili parcheggiati di fronte al ponte di volo.

Nel dopoguerra, l'Aéronautique navale francese si ricostruisce con l'aiuto degli americani e dei britannici che le forniscono gli aerei e in particolare delle portaerei, diventati il fulcro delle grandi Marine militari. È attorno alla portaerei che l'Aéronautique navale è impegnata, in primo luogo nella guerra d'Indocina e successivamente in molte operazioni oltremare.

All'inizio degli anni sessanta, la Francia si è dotata di materiali ad alto rendimento e di progettazione e costruzione nazionale, tra cui due portaerei, una portaelicotteri, aerei ed elicotteri moderni.
Tra il 1993 e il 1996 prende parte alla guerra dei Balcani.

### Dal 1998

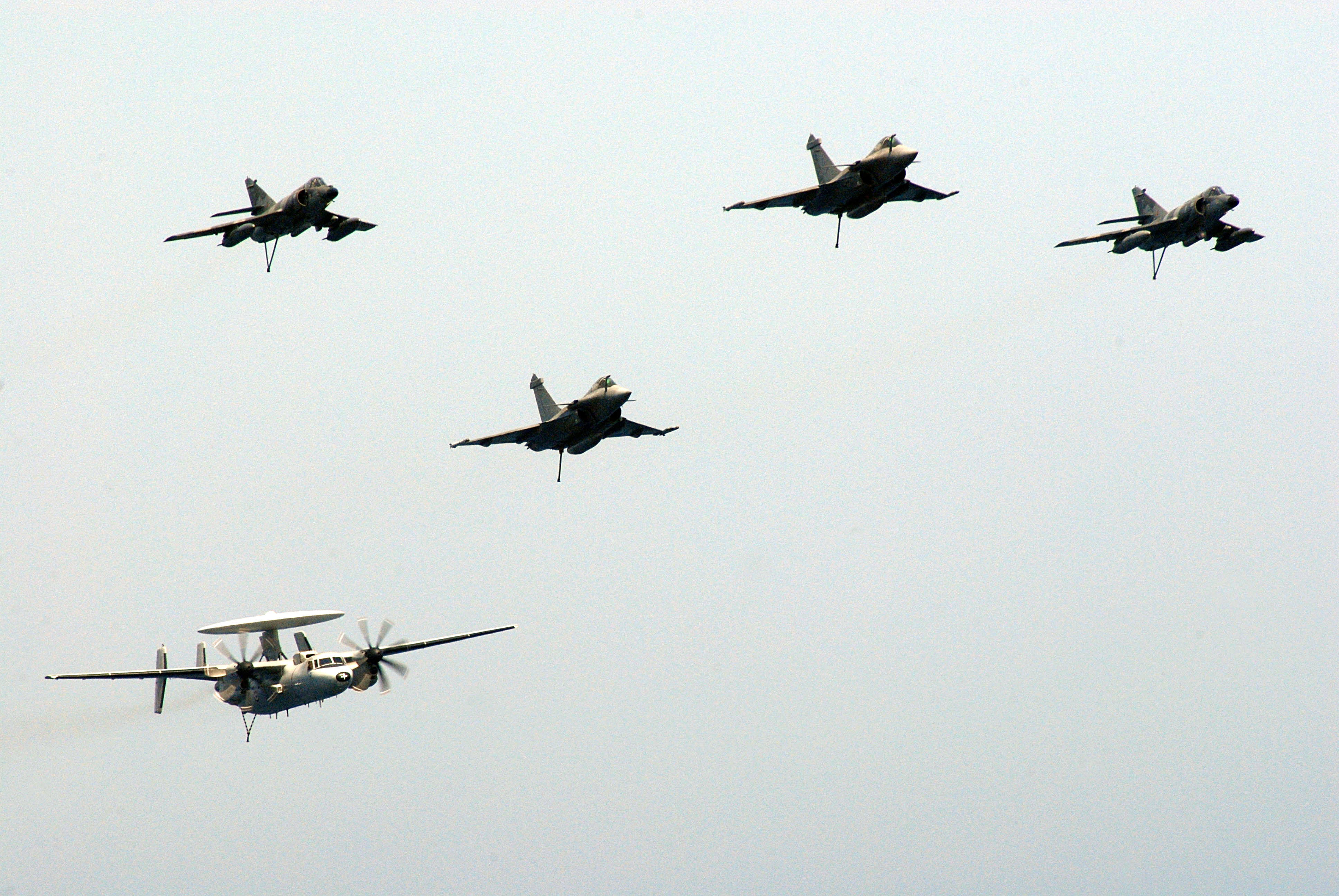
Rafale, Super-Étendard e Hawkeye: il trittico dei gruppi aerei imbarcati negli anni 2000.

La fusione tra le forze dell'aviazione imbarcata e le forze aeree di pattugliamento e sorveglianza marittima viene decisa il 19 giugno 1998 con la nascita della Aviation navale (AVIA) fino al 2006. Quindi ha ripreso l'attuale denominazione di Force maritime de l'aéronautique navale.
Dagli anni 2000 gli aerei a bordo delle navi della Marine nationale sono francesi (Rafale, Super Etendard Modernisé, Panther), statunitensi (Hawkeye) ed europei (elicotteri Lynx poi NH 90). Il Super Étendard è stato poi ritirato nel 2016.
L'attuale organizzazione della Forza marittima di aeronautica navale, è stata pubblicata nel Bollettino Ufficiale delle Forze armate francesi del 10 novembre 2011.

### Cronologia
| 1910      | Sette ufficiali di marina sono scelti per prendere lezioni di volo. Henri Fabre fa decollare sulla laguna di Berre il suo idro-aeroplano, prototipo dell'idrovolante. La Marine nationale ordina e riceve il suo primo aereo, un biplano Farman.                                                                                  |
| 1911      | L'incrociatore porta-siluri La Foudre è trasformata in nave di sostegno perl l'aviazione navale. La Marine nationale ordina il suo primo idrovolante, un Voisin. |
| 1912      | Creazione del Service de l'Aviation Maritime. |
| 1914      | La Foudre è provvisoriamente dotata di una piattaforma che permette a est René Caudron di decollare a bordo di un aereo con ruote. |
| 1914-1918 | L'Aéronautique maritime, che conta circa 25 aerei all'entrata in guerra, partecipa a numerose missioni nel corso del conflitto, in particolare nella lotta antisommergibile. |
| 1916      | L'ingegnere Albert Caquot mette a punto il suo pallone frenato da osservazione, adottato da tutti gli eserciti alleati. |
| 1918      | Alla fine della guerra, l'Aéronautique maritime conta circa 650 idrovolanti e aerei, 200 palloni e 40 dirigibili. |
| 1920      | Un progetto di legge prevede la trasformazione della corazzata Béarn in portaerei. Il tenente di vascello Teste fa decollare e appontare un aereo utilizzando la scocca della Béarn rivestita da una pista in legno. Egli decolla anche da una piattaforma dell'aviso Bapaume.                                                    |
| 1922      | Inizio della messa a punto di catapulte imbarcate per idrovolanti. |
| 1923      | Esplosione del dirigibile Dixmude (ex LZ114) al largo della Sicilia. |
| 1925      | Ordine della nave da trasporto d'aviazione Commandant Teste |
| 1926      | Prima catapulta francese per idrovolanti montata sull'incrociatore Primauguet. |
| 1927      | Immissione in servizio attivo della portaerei Béarn. Primo appontaggio in mare. |
| 1932      | Entrata in servizio della Commandant Teste armata di idrovolanti da caccia (Gourdou-Leseurre) e di idrovolanti aerosiluranti PL.14 (Levasseur), in attesa dei bombardieri Goliath (Farman). |
| 1933      | Primo volo dell'idrovolante Breguet 501 Bizerte. |
| 1933      | Primo volo dell'idrovolante Loire 130 che è distribuito sulle corazzate, sugli incrociatori pesanti e su alcuni incrociatori leggeri. |
| 1936      | Prove in volo di autogiri (antenati degli elicotteri) a bordo della Béarn. |
| 1938      | Impostata la portaerei Joffre la cui costruzione è interrotta nel 1940. All'entrata in guerra, l'Aéronautique navale conta circa 370 idrovolanti e aerei da combattimento. |
| 1940      | Distruzione di una parte dei velivoli dell'Aéronautique navale nel corso della Campagna di Francia (maggio e giugno 1940). |
| 1944-1945 | L'Aéronautique navale si ricostruisce con l'aiuto americano e britannico. La Francia riceve la portaerei di scorta Biter ribattezzata Dixmude, 15 idrovolanti Catalina che rinforzano i 12 già consegnati alle Forces navales françaises libres e 36 bombardieri SBD Dauntless. I piloti francesi sono formati negli Stati Uniti. |
| 1946      | Invio in Indocina della portaerei Dixmude. È l'inizio delle operazioni dell'Aéronautique navale in Indocina che dureranno fino al 1956. L'Inghilterra trasferisce alla Francia la portaerei Colossus ribattezzata Arromanches. |
| 1947      | L'adesione della Francia all'Organizzazione del Trattato dell'Atlantico del Nord (NATO) le permette di avere degli aerei americani: i caccia F6F-5 HELLCAT e successivamente F4U-7 Corsair, i bombardierei leggeri SB2C Helldiver, gli aerei anti-sottomarino TBM Avenger.                                                        |
| 1951      | Per aiutare le forze francesi in Indocina, gli Stati Uniti trasferiscono alla Francia la portaerei Langley ribattezzata La Fayette (R 96) seguita, nel 1953, dalla Belleau Wood ribattezzata Bois Belleau (R 97). |
| 1952      | Consegne dagli Stati Uniti dei primi aerei Loocked Neptune P2V6 destinati alla lotta antisommergibile. |
| 1953      | Ordine della portaerei Clemenceau destinata ad utilizzare gli aerei antisommergibile Breguet Br 1050 Alizé, gli intercettori Aquilon e gli aerei da caccia Étendard IV. Ricezione della Marine nationale del primo aereo a reazione imbarcato, l'Aquilon.                                                                         |
| 1955-1962 | L'Aéronautique navale partecipa a numerose operazioni durante la guerra d'Algeria. |
| 1957      | Messa in cantiere della portaerei Foch, gemella della Clemenceau. |
| 1957-1958 | Modernizzazione della portaerei Arromanches per dotarla di una pista obliqua e di un miroir d'appontage. |
| 1960      | Messa in cantiere della portaelicotteri Résolue che prende il nome di de Jeanne d'Arc nel 1964. |
| 1961      | Immissione in servizio attivo della portaerei Clemenceau (la Foch nel 1963). Messa in servizio dei Breguet Br 1050 Alizé, aerei imbarcati per la lotta antisommergibile. |
| 1962      | Messa in servizio degli aerei da caccia a reazione imbarcati Etendards IV M. Primo volo dell'elicottero Super Frelon. Debutto dell'uso di elicotteri sulle navi da combattimento. |
| 1964      | Acquisto dagli Stati Uniti di 42 aerei da caccia imbarcati F8E (FN) Crusader. |
| 1965      | Consegne del Breguet Br 1150 Atlantic, aereo da pattugliamento marittimo. |
| 1978      | Entrata in servizio dell'elicottero franco-britannico ASM Lynx. Esso equipaggia le fregate. |
| 1979      | Decisione di rimpiazzare le portaerei Clemenceau e Foch con due portaerei a da 36.000 tonnes a propulsione nucleare, battezzate Richelieu e Charles de Gaulle. |
| 1987      | Inizio della costruzione della portaerei Richelieu ribattezzata Charles de Gaulle che durerà dodici anni. Essa dovrà poter operare con una quarantina di aerei destinati all'attacco di obiettivi terrestri o navali, alla difesa aerea e alla dissuasione nucleare con il missile ASMP.                                          |
| 1989      | Messa in servizio dell'aereo da pattugliamento marittimo Breguet Atlantique 2. |
| 1991      | Primo volo del prototipo dell'aereo da caccia imbarcato Rafale. |
| 1994      | Messa in servizio dell'elicottero imbarcato Panther. |
| 1995      | Primo volo dell'elicottero europeo multiruolo NH 90 (prime consegne nel 2011). |
| 1998      | Consegne dell'aereo AWACS Hawkeye, acquistato in 3 esemplari dagli Stati Uniti. |
| 2001      | Immissione in servizio attivo della portaerei Charles de Gaulle. |
| 2004-2005 | Varo delle navi di proiezione e comando (BPC) Mistral e Tonnerre, portaelicotteri d'assalto polivalenti. |
| 2008      | Campagne di test di decollo e appontaggi di droni (aerei senza pilota) su una fregata della Marine nationale. |

## Organizzazione

Le basi navali e aeronavali al 2013

Al 2011, l'Aéronautique navale è forza aerea composta da 162 aeromobili (esclusi quelli di sostegno) e 6.824 uomini distribuiti su 4 basi aeronavali (Base d'aéronautique navale o BAN): Landivisiau, Lann-Bihoué, Lanvéoc-Poulmic e Hyères (le BAN di Nîmes-Garons e Nouméa-Tontouta (in Nuova Caledonia) sono state chiuse nel 2011). Mentre il comando, affidato a un ufficiale generale di marina (ALAVIA), ha sede nel porto di Tolone.
Il personale è composto da:
- 754 ufficiali di cui 376 piloti;
- 4.304 ufficiali di marina;
- 563 quartiermastri e marinai;
- 1.203 civili.

### Componenti
Il Gruppo Aereo Imbarcato (Groupe Aérien Embarqué (GAE))
È destinato ad armare la portaerei Charles de Gaulle ed è composto da:
- 2 delle 3 flottiglie da combattimento (11F, 12F 17F) dotate di Rafale M
- 1 flottiglia di controllo aereo (4F) dotata di E-2C Hawkeye

L'aviazione di pattugliamento e sorveglianza marittima
Essa è composta da:
- 2 flottiglie di pattugliamento marittimo (21F, 23F)
- 3 flottiglie di sorveglianza marittima (28F, 24F, 25F)
- 2 flottiglie di ricerca e salvataggio (32F, 35F)

Gli elicotteri imbarcati
Essi hanno come missione principale la lotta antisommergibile, ma anche missioni di sostegno e collegamento:
- 2 flottiglie di lotta anti sommergibile (31F e 34F)
- 1 flottiglia di lotta anti nave (36F)
- 2 flottiglie di ricerca e salvataggio (32F e 35F), assicuranti ugualmente delle missioni di servizio pubblico (SP)
- 1 flottiglia di combattimento navale e di sostegno (33F)
- 1 squadriglia di sostegno e addestramento (22S)

### Composizione
Basi, flottiglie, squadriglie e aeromobili (al 2016)
- BAN Landivisiau (dal 1965)
  - Flottille 11 F: Rafale M
  - Flottille 12 F: Rafale M
  - Flottille 17 F: Rafale M
  - Escadrille 57 S: Falcon 10 Mer
- BAN Hyères (dal 1925)
  - Flottille 31 F: NH90 Caïman marine
  - Flottille 35 F: Dauphin (pedro) / Alouette III
  - Flottille 36 F: Panther
  - Escadrille CEPA/10 S: Lynx / Alouette III / Morane Rallye
- Base aérienne 186 Nouméa (dal 2011, ex BAN Nouméa-Tontouta)
  - Flottille 25 F: Falcon 20G Gardian
- BAN Lann-Bihoué (dal 1946)
  - Flottille 4 F: Hawkeye
  - Flottille 21 F: Atlantique 2
  - Flottille 23 F: Atlantique 2
  - Flottille 24 F: Falcon 50M
  - Flottille 28 F: Xingu
- BAN Lanvéoc-Poulmic (dal 1937)
  - Flottille 32 F: EC225 Superpuma
  - Flottille 33 F: NH90 Caïman marine
  - Flottille 34 F: Lynx
  - Escadrille 22 S: Alouette III
  - Escadrille 50 S: Cap 10 / Rallye 880

### Strutture chiuse e disciolte
Basi chiuse
- BAN d'Aspretto ad Ajaccio (1938-1993)
- BAN de Cuers-Pierrefeu a Cuers (1919-1967)
- BAN de Fréjus-Saint Raphaël a Fréjus (1912-1995)
- BAN de Nîmes-Garons a Nîmes (1961-2011)
- BAN de Nouméa-Tontouta a Numea (1957-2011)
- BAN de Quimper-Guengat a Guengat (1974-1998)
- BAN de Saint-Mandrier a Saint-Mandrier-sur-Mer (1916-2003)
- BAN de Tahiti-Faa'a a Faa'a (1961-2012)

Flottiglie e squadriglie disciolte
- Flottiglie  : 6F · 9F · 14F · 15F · 16F · 22F · 27F
- Squadriglie: 1S · 2S · 3S · 9S · 11S · 12S · 20S · 23S · 27S · 51S · 52S · 55S · 56S · 58S · 59S

## Aeromobili in uso
Sezione aggiornata annualmente in base al World Air Force di Flightglobal del corrente anno. Tale dossier non contempla UAV, aerei da trasporto VIP ed eventuali incidenti accorsi durante l'anno della sua pubblicazione. Modifiche giornaliere o mensili che potrebbero portare a discordanze nel tipo di modelli in servizio e nel loro numero rispetto a WAF, vengono apportate in base a siti specializzati, periodici mensili e bimestrali. Tali modifiche vengono apportate onde rendere quanto più aggiornata la tabella.
| Aeromobile                                       | Origine        | Tipo                                      | Versione (denominazione locale)      | In servizio (2024) | Note | Immagine |
| Aerei da combattimento                           |                |                                           |                                      |                    | |          |
| Dassault Rafale                                  | Francia        | caccia multiruolo imbarcato               | Rafale M F3-R                        | 41                 | 45 Rafale M consegnati, quattro dei quali persi in incidenti. I 41 esemplari in servizio al giugno 2023 sono stati aggiornati allo standard F3-R tra il 2019 e il 2021. |          |
| Aerei AWACS                                      |                |                                           |                                      |                    | |          |
| Northrop Grumman E-2 Hawkeye                     | Stati Uniti    | aereo AWACS imbarcato                     | E-2CE-2D                             | 30                 | 3 E-2C consegnati a partire dal marzo 2000 ed il 2001, ed aggiornati nel biennio 2006-2007 alla versione NP-2000 con l'adozione del nuovo radar ASP-145, sistema di missione rinnovato ed eliche dotate di otto pale. Questi, nel 2020, sono stati integrati da un quarto esemplare ex US Navy, acquisito per servire come fonte di pezzi di ricambio. A luglio 2020 il Dipartimento di Stato Americano ha approvato la fornitura alla Francia di 3 velivoli E-2D Advanced Hawkeye per un costo stimato di circa 2 miliardi di dollari. Il 20 novembre 2020, il Ministero della Difesa francese ha confermato l'ordine per 3 E-2D Advanced Hawkeye che saranno consegnati a partire dal 2027.                                      |          |
| Aerei da pattugliamento e sorveglianza marittima |                |                                           |                                      |                    | |          |
| Breguet Br 1150 Atlantique 2                     | Francia        | aereo da pattugliamento marittimo         | Atlantique 2                         | 22                 | Dei 22 aerei in servizio, 18 saranno aggiornati, in parte del centro manutenzione aeronautica SIAè (11 velivoli) e in parte dal produttore (7), al nuovo "Standard 6" che doterà il velivolo di un nuovo sistema di combattimento e gli permetterà di rimanere in servizio fino al 2030. Le consegne sono previste in conclusione nel 2025. |          |
| Dassault Falcon 50                               | Francia        | aereo da sorveglianza marittima           | Falcon 50MI SurmarFalcon 50MS Surmar | 4                  | 4 Falcon 50Mi equipaggiati per missioni SAR e 4 Falcon 50Ms da trasporto VIP, convertiti dal 2019 anch'essi alle missioni SAR. |          |
| Dassault Falcon 20                               | Francia        | aereo da sorveglianza marittima           | Falcon 20G Gardian                   | 5                  | |          |
| Dassault Falcon 2000LXS Albatros                 | Francia        | aereo da sorveglianza marittima           | Falcon 2000LXS                       | 0                  | 7 Falcon 2000LXS Albatros da sorveglianza marittima (più 5 in opzione) ordinati a novembre 2020. |          |
| Aeromobili a pilotaggio remoto - UAV             |                |                                           |                                      |                    | |          |
| Schiebel Camcopter S-100                         | Austria        | UAV                                       | S-100                                | 8                  | 8 S-100 consegnati. |          |
| Aerei da trasporto                               |                |                                           |                                      |                    | |          |
| Dassault Falcon 10                               | Francia        | aereo da addestramento trasporto VIP      | Falcon 10MER                         | 6                  | |          |
| Embraer EMB 121 Xingu                            | Brasile        | aereo da addestramento aereo da trasporto | EMB-121AA                            | 10                 | |          |
| British Aerospace BAe Jetstream 41               | Regno Unito    | aereo da addestramento aereo da trasporto | Jetstream 41                         | 2                  | |          |
| Mudry CAP 10                                     | Francia        | aereo da addestramento                    | Cap 10B                              | 7                  | |          |
| Morane-Saulnier Rallye                           | Francia        | aereo da addestramento basico             | MS893-100S                           | 7                  | |          |
| Elicotteri                                       |                |                                           |                                      |                    | |          |
| Eurocopter AS 565 Panther                        | Francia        | elicottero antisommergibile               | AS 565MA                             | 40                 | |          |
| NHIndustries NH-90 Caiman                        | Unione europea | elicottero antisommergibile               | NH-90 NFH                            | 27                 | 27 NH-90 NFH ordinati, consegnati tra il 21 dicembre 2012 e il 10 dicembre 2021. |          |
| Aérospatiale SA 365 Dauphin                      | Francia        | SAR                                       | SA 365N SPIAS 365N3                  | 1417               | 14 SA 365SP e 17 AS 365N3 in organico, di questi ultimi, cinque presi in leasing dalla belga NHV e verranno utilizzati per la scuola si specializzazione S4, e 12 presi dalla DCI e da Héli-Union. |          |
| Airbus Helicopters H160                          | Unione europea | SAR                                       | H160B SARH160M                       | 60                 | 6 H160 ordinati febbraio 2020, presi in leasing in attesa dei nuovi H160M Guépard. Ulteriori 2 H160 SAR ordinati a maggio 2021, che porterà a sei il numero degli esemplari da consegnare. Ulteriori 2 H160M che portano il totale a 8 esemplari ordinati a dicembre 2021, con un contratto che prevede la consegna di un primo lotto di 30 velivoli (di cui 21 per l’esercito e 1 per l'aeronautica), con un fabbisogno totale di 169 elicotteri H160M. Il primo esemplare del primo ordine di sei macchine è stato consegnato maggio 2022 ed è diventato operativo il settembre successivo. In totale saranno consegnati 49 H169M. Il sesto ed ultimo esemplare degli esemplari presi in leasing consegnato il 12 febbraio 2024. |          |

## Aeromobili ritirati
- Westland Lynx HAS Mk-2/Mk-4 (FN) - 40 esemplari (1979 - 2020)[37][38][39][40]
- Dassault Super Étendard (Modernisé) - 71 esemplari (1978-2016)[41]
- Dassault Étendard IVM - 69 esemplari (1962-1991)
- Dassault Étendard IVP - 21 esemplari (1962-2004)
- Aérospatiale SA 316B/319B Alouette III - 37 esemplari (1963-2022)[42][43][44]
- Aérospatiale SA 321 Super Frelon - (1970-2010)[45]
- Alizé BR1050
- Alouette II
- Aquilon
- Breguet Br 1150 Atlantic
- Breguet Bre 521 Bizerte
- Consolidated PBY Catalina
- Corsair F4U-7
- Vought F-8E (FN)/P Crusader - 42 esemplari (1964-1999)[46][47]
- Douglas C-47 Dakota
- Fouga CM-175 Zéphir
- Piasecki H-21C Banane
- Piasecki HUP 2
- Latécoère 298
- Westland Lynx
- Morane-Saulnier MS.760 Paris
- Lockheed P2V-7 Neptune
- Nord 2504 Noratlas
- Nord 262
- Consolidated PB4Y-2 Privateer
- Piper PA-31 Navajo
- Sikorsky H-19
- Sikorsky S58 (HSS)

### Le porta-aeromobili
- La Foudre (nave appoggio idrovolanti)
- Béarn (classe Normandie)
- Commandant Teste (nave appoggio idrovolanti)
- Dixmude (classe Avenger, ex Biter)
- Arromanches (classe Colossus, ex Colossus)
- La Fayette (classe Independence, ex Langley)
- Bois Belleau (classe Independence, ex Belleau Wood)
- Clemenceau (classe Clemenceau)
- Foch (classe Clemenceau})
- Jeanne d'Arc (portaelicotteri)
- Charles de Gaulle
- Joffre (classe non realizzata di due portaerei)
- Clemenceau (progetto non realizzato di una portaerei)
- Verdun (progetto non realizzato di una portaerei)
- PH 75 (classe non realizzata di due portaelicotteri)
- PA 2 (superportaerei non realizzata)